# LaSalle (marka samochodów)
LaSalle – amerykańska marka samochodów należąca do General Motors Corporation.
Samochody o tej nazwie były produkowane od 1927 roku do 1940 roku. LaSalle były
sprzedawane w sieci dealerów Cadillac, jako luksusowy ale mniejszy i tańszy od Cadillaca 
samochód.